# Aire d'attraction d'Avallon
L'aire d'attraction d'Avallon est un zonage d'étude défini par l'Insee pour caractériser l’influence de la commune d'Avallon sur les communes environnantes. Publiée en octobre 2020, elle se substitue à l'aire urbaine d'Avallon, qui comportait 35 communes dans le zonage de 2010.

## Définition
L'aire d'attraction d'une ville est composée d’un pôle, défini à partir de critères de population et d’emploi ainsi que d’une couronne constituée des communes dont au moins 15 % des actifs travaillent dans le pôle. Le pôle d’attraction constitue ainsi un point de convergence des déplacements domicile-travail,.

## Géographie
- L’aire d'attraction d'Avallon est une aire inter-départementale qui comporte 74 communes : 63 situées dans l'Yonne, 6 dans la Nièvre et 5 dans la Côte-d'Or[4].

### Carte

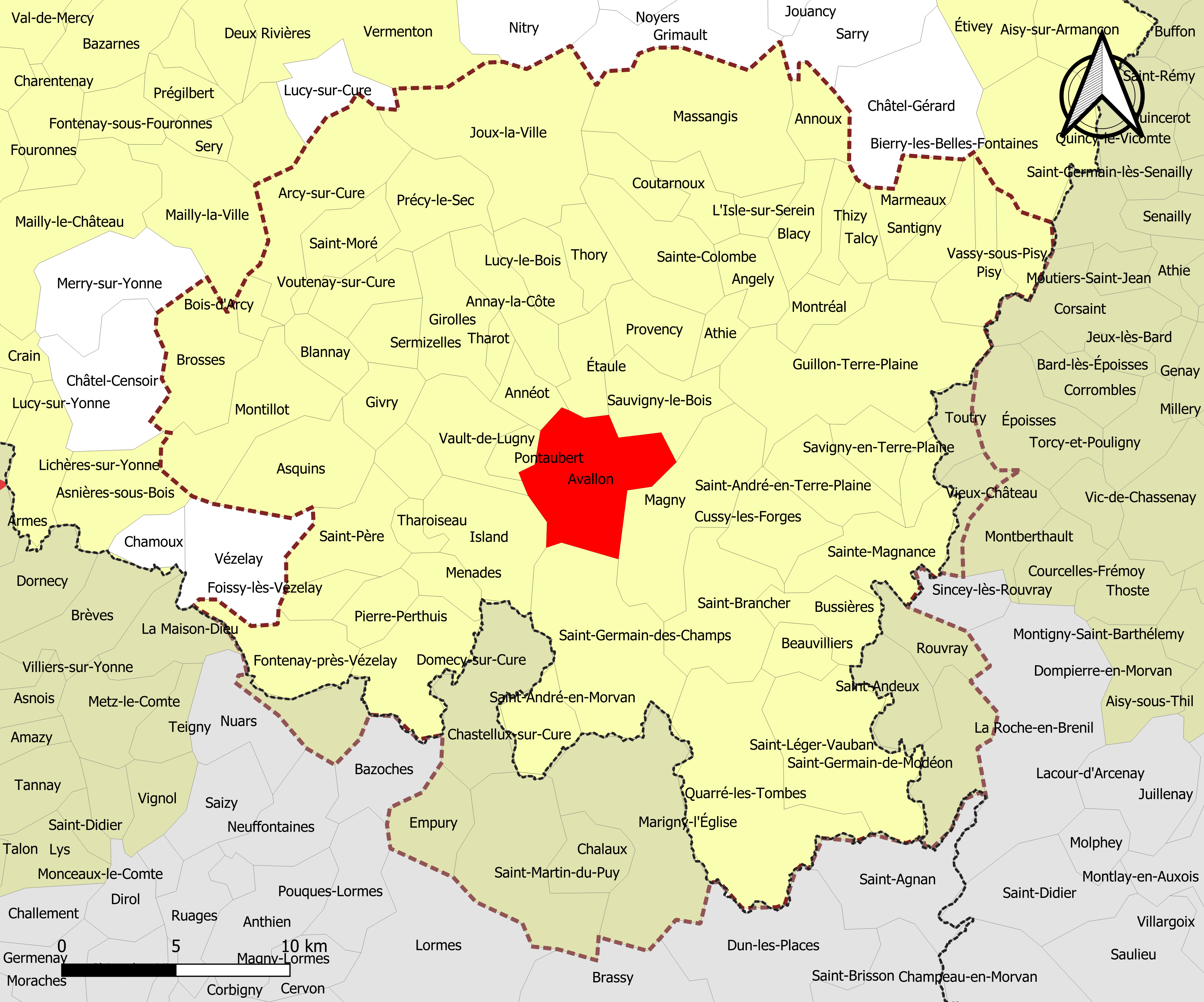
Carte de l'aire d'attraction d'Avallon.
Commune-centre
Commune de la couronne

### Composition communale
| Catégorie               | Département | Communes | Communes |
| Catégorie               | Département | Nombre   | Libellé |
| ----------------------- | ----------- | -------- | --- |
| Commune-centre          | Yonne       | 1        | Avallon. |
| Communes de la couronne | Yonne       | 62       | Angely, Annay-la-Côte, Annéot, Annoux, Arcy-sur-Cure, Asquins, Athie, Beauvilliers, Blacy, Blannay, Bois-d'Arcy, Brosses, Bussières, Chastellux-sur-Cure, Coutarnoux, Cussy-les-Forges, Dissangis, Domecy-sur-Cure, Domecy-sur-le-Vault, Étaule, Foissy-lès-Vézelay, Fontenay-près-Vézelay, Girolles, Givry, Guillon-Terre-Plaine, Island, L'Isle-sur-Serein, Joux-la-Ville, Lucy-le-Bois, Magny, Marmeaux, Massangis, Menades, Montillot, Montréal, Pierre-Perthuis, Pisy, Pontaubert, Précy-le-Sec, Provency, Quarré-les-Tombes, Saint-André-en-Terre-Plaine, Saint-Brancher, Sainte-Colombe, Saint-Germain-des-Champs, Saint-Léger-Vauban, Sainte-Magnance, Saint-Moré, Saint-Père, Santigny, Sauvigny-le-Beuréal, Sauvigny-le-Bois, Savigny-en-Terre-Plaine, Sermizelles, Talcy, Tharoiseau, Tharot, Thizy, Thory, Vassy-sous-Pisy, Vault-de-Lugny, Voutenay-sur-Cure. |
| Communes de la couronne | Nièvre      | 6        | Chalaux, Empury, Marigny-l'Église, Saint-André-en-Morvan, Saint-Aubin-des-Chaumes, Saint-Martin-du-Puy. |
| Communes de la couronne | Côte-d'Or   | 5        | Rouvray, Saint-Andeux, Saint-Germain-de-Modéon, Toutry, Vieux-Château. |

## Démographie
Cette aire est catégorisée dans les aires de moins de 50 000 habitants, une catégorie qui regroupe 12,2 % de la population au niveau national.